# Trachee (insecten)

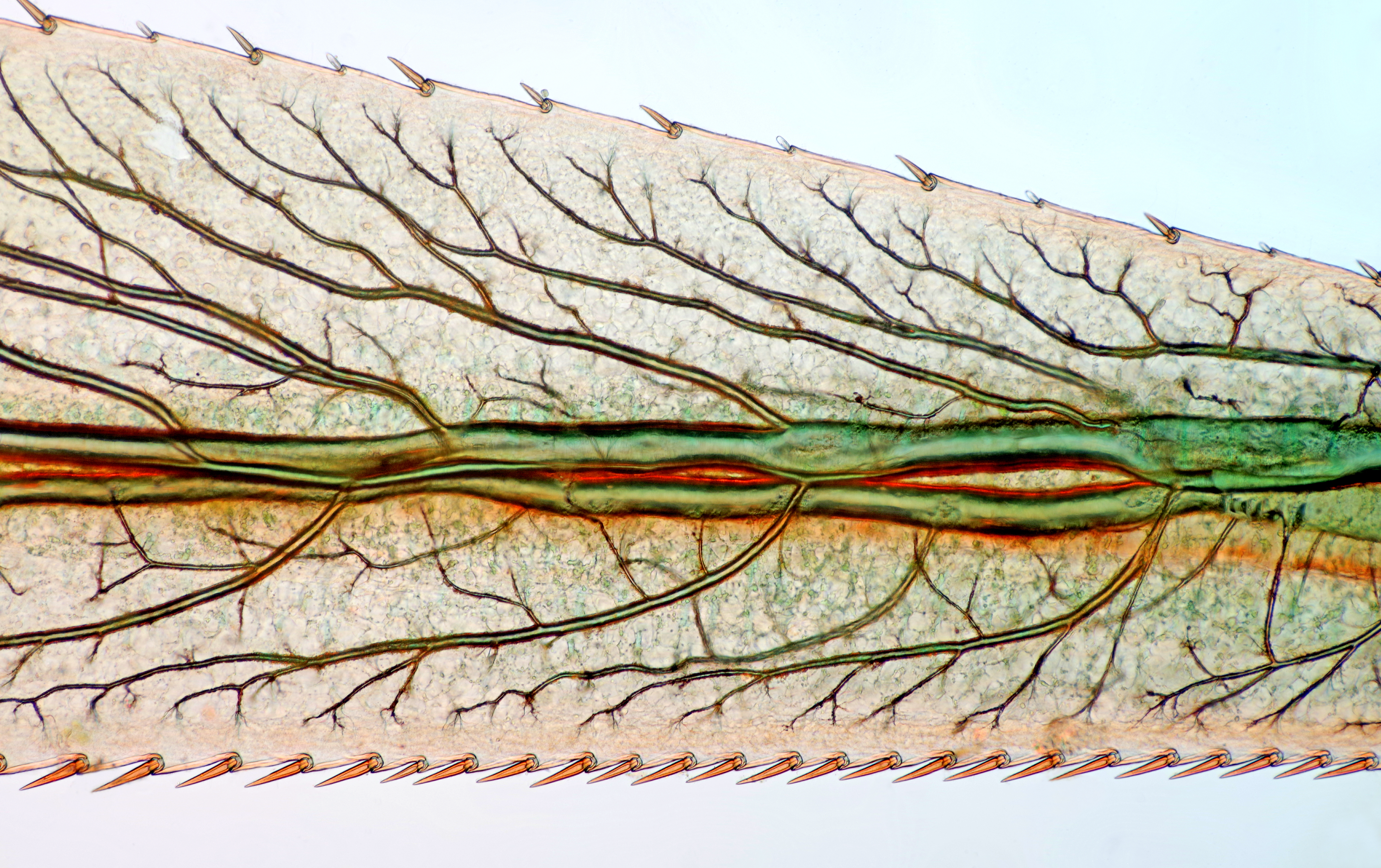
Tracheeën van de larve van een juffer.

Een trachee (mv: tracheeën) is een ademhalingsbuisje bij insecten, duizendpotigen, springstaarten, spinachtigen en fluweelwormen.
Terrestrische geleedpotigen hebben net als alle dieren zuurstof nodig. Ze hebben wel bloed, maar gebruiken dat niet, zoals zoogdieren en reptielen, om zuurstof te transporteren. Het bloed bevat dan ook geen hemoglobine en is kleurloos. De ademhaling is niet via de monddelen maar verloopt via vele openingen in het uitwendig skelet. De lucht wordt eerst door een hoofdstelsel van dikkere buisjes (trachea) gevoerd en dan via kleinere buisjes (tracheola) tot vlak bij de cellen gebracht. De lucht wordt vanuit vele plaatsen op het achterlijf en het borststuk aangevoerd en weer afgevoerd met behulp van kleine spiertjes die de opening sluiten bij het aanspannen en openen bij het ontspannen. Het systeem is aan de ene kant zeer effectief, maar de keerzijde is dat een tracheeënstelsel alleen efficiënt kan zijn bij een gering lichaamsvolume. Samen met het relatief zware chitinepantser is het tracheeënsysteem de belangrijkste reden waarom er bij insecten nooit echt grote vertegenwoordigers zijn ontstaan.
Bij de Crustacea, een van de drie nog levende onderstammen van de geleedpotigen, komen geen tracheeën voor, maar kieuwen. Ook de op het land levende vertegenwoordigers, zoals de landpissebedden, ademen zo.